# Laemophloeus germaini
Laemophloeus germainis is een keversoort uit de familie dwergschorskevers (Laemophloeidae). De wetenschappelijke naam van de soort werd in 1896 gepubliceerd door Antoine Henri Grouvelle.

## Synoniemen
- Laemophloeus prominens Hetschko, 1928[1]
- Laemophloeus notabilis Kessel, 1926 (not Grouvell, 1904)[1]